# Faida Hatfield-McCoy
La faida Hatfield-McCoy (1865-1891) coinvolse due clan familiari nell'area compresa tra la Virginia Occidentale e il Kentucky, lungo le rive del Tug Fork, affluente del Big Sandy River che separava i due stati.
Secondo la leggenda, il violento e sanguinario scontro fu causato “da una donna e da un maiale”, ma così dicendo si rischia di sminuire una storia che arrivò a coinvolgere addirittura i governi di entrambe le regioni. Sullo sfondo, un conflitto come la Guerra di secessione americana, che vedeva contrapposti Stati Confederati d'America e Stati Uniti d'America, e la trasformazione economica dell'intera area degli Appalachi per l'introduzione della ferrovia e il conseguente sviluppo del commercio del legname; in primo piano, interessi economici e forti sentimenti di onore familiare, vendetta e rispetto. Questi furono gli ingredienti che portarono all'esplosione di una Faida durata 25 anni. Se si considera che gli eredi delle due famiglie si sono riuniti per sottoscrivere un armistizio definitivo solo nel 2003, possiamo affermare che la faida sia durata addirittura 138 anni.
Gli Hatfield del West Virginia erano guidati da William Anderson “Devil Anse” Hatfield (9 settembre 1839 – 6 gennaio 1921). Con la moglie, Levisa "Levicy" Chafin, Devil Anse ebbe 13 figli, tra cui il primogenito Johnson "Johnse" Hatfield (1862 – 1922) e il secondogenito William Anderson "Cap" Hatfield (1864 – 1930).
I McCoy del Kentucky erano invece capeggiati da Randolph “Randall” McCoy (30 ottobre 1825 – 28 marzo 1914). Randall sposò sua cugina di primo grado Sarah "Sally" McCoy e insieme ebbero 16 figli, tra cui Tolbert McCoy (1854 – 1882), Pharmer McCoy (1863 – 1882), Randolph "Bud" McCoy (1864 – 1882) e Roseanna McCoy (1859 – 1888).

## Premesse
Tutto ebbe inizio quando, verso la fine della Guerra Civile, Devil Anse Hatfield insieme ad alcuni membri della propria famiglia disertarono dall'esercito degli Stati Confederati e tornarono in West Virginia, formando una sorta di milizia locale conosciuta con il nome di Logan Wildcats. Nello stesso esercito confederato militava Randall McCoy. Il fratello minore di Randall, Asa Harmon McCoy, combatteva invece per l'esercito dell'Unione e, quando si ruppe una gamba e fu costretto a tornare a casa, entrò subito in contrasto con i Logan Wildcats, in particolare con lo zio di Devil Anse, Jim Vance. Spaventato dalle minacce di morte da parte di Vance, Harmon si nascose in una grotta, ma i Wildcats lo trovarono e il 7 gennaio 1865 gli spararono, uccidendolo.
In un primo momento Devil Anse fu il principale sospettato dell'omicidio, ma poi l'attenzione si spostò su suo zio. Tuttavia, benché Vance risultasse colpevole, il servizio militare di Harmon era considerato da tutti, persino dalla propria famiglia, un atto di slealtà, per cui il caso fu chiuso e nessuno fu portato in giudizio. La morte di Harmon non fu vendicata ma, nonostante non la si ritenga la causa principale del sanguinoso conflitto che seguì, aprì sicuramente una crepa nel rapporto d'amicizia tra Hatfield e McCoy.
Altro motivo di screzio tra le due famiglie fu una disputa tra Devil Anse e il cugino di Randall McCoy, l'avvocato Perry Cline (la cui sorella era la vedova del defunto Asa Harmon McCoy), a proposito della proprietà di 5 000 acri di terra e del relativo commercio di legname. Anderson, primo vero imprenditore della Tug Valley con circa 35-40 uomini alle sue dipendenze, intentò una causa contro Perry e la vinse (alcuni sostengono grazie alla sua influenza sulla corte), sottraendogli altri 5 000 acri di terreno che gli erano stati lasciati in eredità e inferendo un brutto colpo all'orgoglio dei McCoy. Perry Cline fu costretto quindi ad abbandonare il West Virginia e a trasferirsi a Pikeville, dove strinse per conto della sua famiglia vantaggiose amicizie politiche giurando di vendicarsi dell'affronto subito.

## Il processo per la proprietà di un maiale

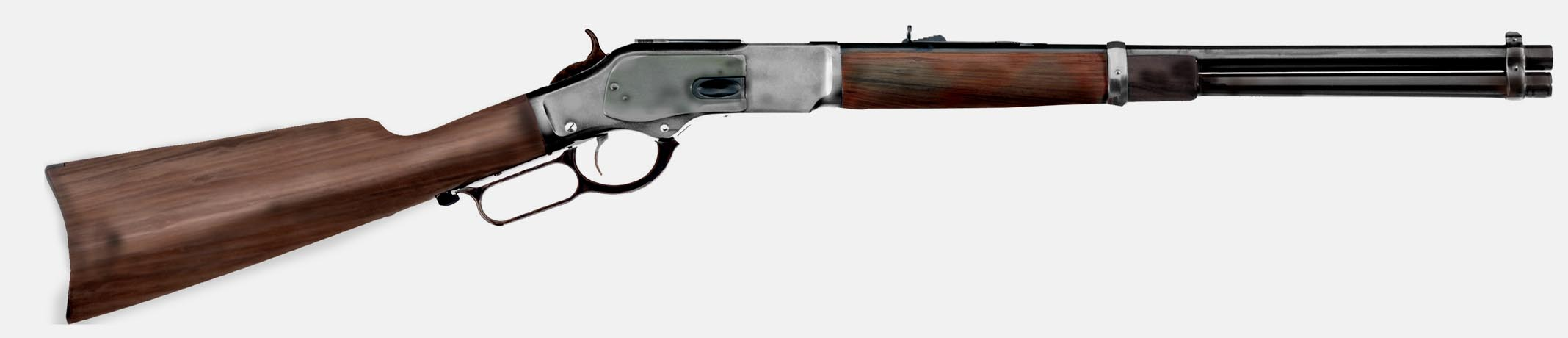
Carabina Winchester 1873

Nel 1878 un'aspra discussione per il possesso di un maiale diede inizio al vero e proprio conflitto tra le due famiglie. I contendenti erano Floyd Hatfield, cugino di Devil Anse e parente di Sally McCoy, che sosteneva di possedere il maiale in questione, e Randall McCoy, che affermava che le marcature del maiale fossero McCoy e che quindi l'animale gli fosse stato rubato. La questione fu presentata al giudice di pace Anderson “Preacher Anse” Hatfield, anch'egli imparentato con entrambe le famiglie. Risiedendo in Kentucky e godendo della piena fiducia da entrambe le parti, Preacher Anse convocò una giuria equa composta da 6 membri di ognuna delle due famiglie e chiamò a testimoniare Bill Staton, nipote di Randall e cognato di Devil Anse. Egli si espresse a favore di Floyd Hatfield e, quando fu chiesto alla giuria di votare, mentre gli altri McCoy votarono a difesa di Randall, Selkirk McCoy, credendo alla testimonianza di Staton, si schierò dalla parte dell'uomo degli Hatfield, permettendo così al giudice di dichiarare il maiale di sua proprietà.
Poco tempo dopo, i fratelli McCoy Sam e Paris, nipoti di Randall, si vendicarono del torto subito in giudizio uccidendo Bill Staton. Furono però entrambi assolti sempre dal giudice Anderson Hatfield, poiché fu dimostrato che Staton sparò per primo, colpendo Paris, e che quindi si trattò di semplice autodifesa.

## Johnse Hatfield e Roseanna McCoy
La faida si intensificò quando, nel 1880, si scoprì che Roseanna McCoy aveva una relazione con il figlio primogenito di Devil Anse, Johnson Hatfield. Era il giorno delle elezioni, un evento all'epoca molto importante, motivo di aggregazione che veniva solennemente festeggiato nei pressi di Blackberry Creek, in Kentucky. Sedotta dalle promesse di amore e di matrimonio di Johnse, Roseanna andò a vivere con gli Hatfield e cedette al giovane, restando incinta. Complice il netto diniego di entrambe le famiglie alla loro unione e il carattere frivolo del ragazzo, presto Roseanna comprese che Johnse non l'avrebbe mai sposata. Fu quindi costretta ad abbandonarlo e a ritornare in Kentucky, dove, di fronte al rifiuto dal padre a riaccoglierla, trovò ospitalità da sua zia Betty.
Quando la coppia cercò di riunirsi, Johnson fu catturato dai fratelli di Roseanna. Grazie al coraggio della ragazza, che cavalcò disperatamente di notte per avvisare subito Devil Anse, fu organizzata una spedizione che riuscì a liberare il giovane Hatfield prima che potesse essere trasportato a Pikeville e giustiziato.
Nonostante anche quest'ultimo chiaro tradimento di Roseanna verso la propria famiglia, nel 1881, mentre lei dava alla luce la piccola Sarah Elizabeth, Johnse sposò sua cugina Nancy McCoy, figlia di Asa Harmon McCoy. Appresa la notizia, la precaria salute di Roseanna si aggravò. Dopo qualche tempo si ammalò anche la bambina, che morì di morbillo a soli 8 mesi.

## L'assassinio di Ellison Hatfield

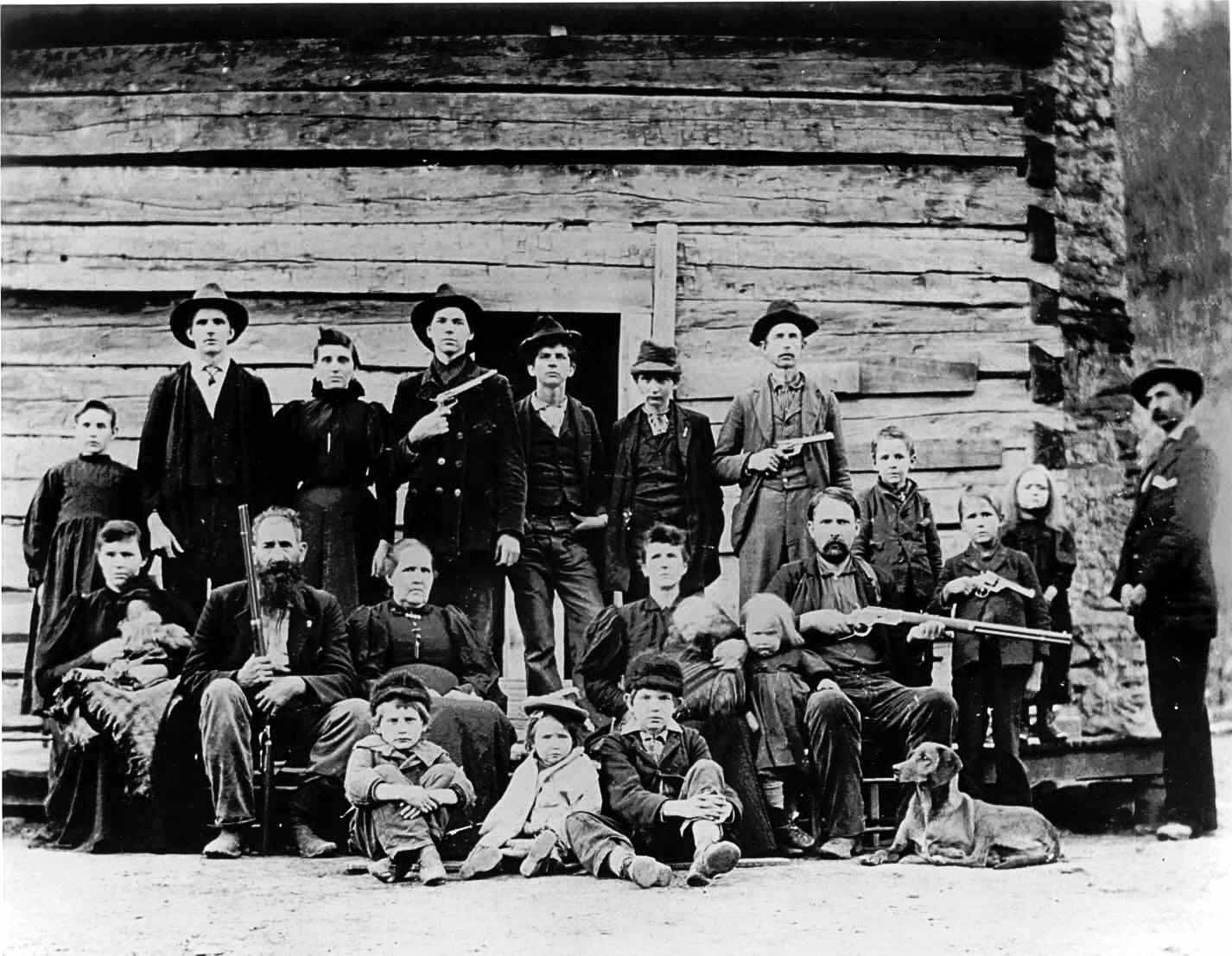
La famiglia Hatfield nel 1897

Nel 1882 ebbe luogo una crescita esponenziale di violenza. Il 7 agosto Hatfield e McCoy, insieme al resto della comunità, si riunirono ai seggi elettorali del Kentucky. Durante i consueti festeggiamenti del giorno delle elezioni però, Ellison Hatfield, fratello di Devil Anse, fu ucciso in una rissa con 26 coltellate e un colpo di pistola alla schiena dai giovani fratelli di Roseanna, Tolbert, Pharmer e Bud McCoy. I tre fratelli furono immediatamente arrestati per essere trascinati a Pikeville e processati, ma Devil Anse organizzò un gruppo di uomini che riuscì ad intercettare il gruppo diretto in Kentucky e a riportare i fratelli McCoy in West Virginia, al capezzale di Ellison, ancora in vita.

Quando quest'ultimo morì per le ferite riportate, a nulla valsero le preghiere della loro madre, Sally, e i tre ragazzi furono uccisi a loro volta. Vennero legati a degli alberi di Asimina triloba, detto pawpaw, e giustiziati a colpi di pistola da circa una ventina di Hatfield.
Per vendicare l'esecuzione dei figli, visto che per vie legali non si era ottenuto nulla a causa dei continui rinvii a giudizio, Randall McCoy si affidò ai consigli di Perry Cline, il quale nel 1887 chiese al Governatore del Kentucky l'Estradizione e stabilì una ricompensa per la cattura di Devil Anse e degli altri Hatfield colpevoli dell'omicidio dei ragazzi. A capo dell'intera operazione, Perry Cline assoldò il Cacciatore di taglie Bad Frank Phillips, il quale si diceva avesse fatto parte della banda di Jesse James. Bad Frank riunì un gruppo di pistoleri e riuscì a fare fuori ben nove Hatfield, ma la maggior parte di loro riuscì a salvarsi rifugiandosi in una roccaforte tra le montagne, al Devil's Backbone.
Nel 1884 e nel 1886 Nancy diede alla luce due bambini mentre suo fratello, Jefferson “Jeff” McCoy, fu ucciso dal fratello minore di suo marito, William “Cap” Hatfield, che nel frattempo si era costruito la reputazione di infallibile assassino e luogotenente di Devil Anse. Nancy abbandonò quindi Johnse e sposò Frank Phillips. Più tardi, nel 1890, anche Johnse si risposò, questa volta con una Hatfield, Rebecca (in totale Johnson Hatfield si sposò ben cinque volte).

## L'incendio della casa di Randall McCoy

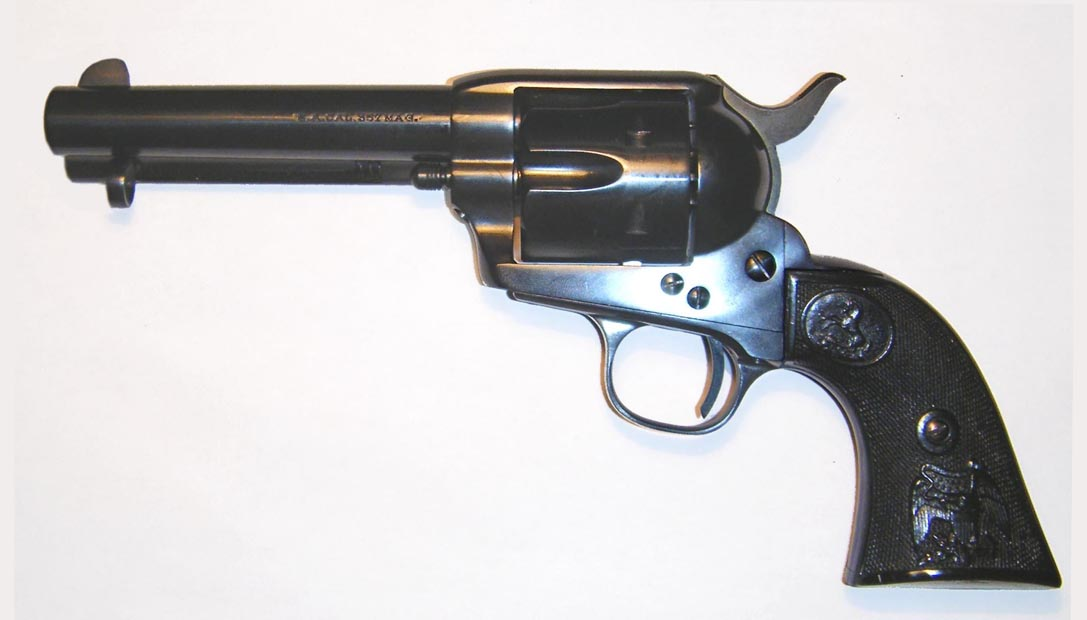
Colt Single Action Army 1873

La faida raggiunse il suo culmine quando, la notte di Capodanno del 1888, una spedizione capeggiata da Jim Vance e Cap Hatfield incendiò la casa di Randall McCoy mentre la famiglia dormiva, con l'intento di far uscire allo scoperto Randall in persona. Gli esperti sono divisi sul sostenere che fu Devil Anse l'ideatore del piano per sbarazzarsi definitivamente di Randall McCoy, tuttavia è certo che non fosse contrario. Randall riuscì a fuggire ma due dei suoi figli, Calvin e Alifair furono uccisi, e sua moglie Sally fu crudelmente picchiata e abbandonata in fin di vita.
A questo punto, un gran numero di giornalisti accorse da svariate parti della regione per raccogliere informazioni e dettagli riguardo a quella che stava diventando la faida più famosa d'America, coinvolgendo i governi locali e trasformando il territorio in campo di battaglia per una vera e propria guerra di frontiera. Molto fu scritto, esagerando e ingigantendo i fatti per appassionare i lettori del tempo e trasformare in romanzo quella che fu la storia di un'epoca.

## La battaglia di Grapevine Creek
Non appena riorganizzati, il 19 gennaio, i McCoy guidati da Frank Phillips ingaggiarono una feroce battaglia conosciuta con il nome di Battle of Grapevine Creek, che portò all'uccisione e alla cattura di svariati membri della famiglia Hatfield. Valentine “Uncle Wall” Hatfield, fratello maggiore di Devil Anse, e altri sette, furono infatti arrestati e condotti nel Kentucky per essere processati. A causa di problemi legati all'infondatezza di prove per garantire un giusto processo e all'illegalità dell'estradizione che era stata infatti negata, fu coinvolta la Corte Suprema degli Stati Uniti d'America, che si pronunciò in favore dei McCoy.
Nel 1889 gli Hatfield furono quindi processati in Kentucky e giudicati colpevoli; sette ricevettero l'ergastolo mentre Ellison “Cotton Top” Mounts Hatfield, figlio albino e ritardato del defunto fratello di Devil Anse Ellison, avendo confessato probabilmente ingannato dalla promessa di essere rilasciato, fu giustiziato per impiccagione. I giornali dell'epoca affermarono che le ultime parole pronunciate da Cotton furono: “Gli Hatfield me l'hanno fatto fare!”

Poco tempo dopo, Frank Phillips riuscì ad incastrare anche Jim Vance mentre era a caccia con Cap sulle Thacker Mountains e ad ucciderlo.

## Epilogo
Randall McCoy visse il resto della propria vita a Pikeville in lutto con ciò che restava della sua famiglia. Alla fine della faida, aveva perso sette figli e la moglie. Morì all'età di 88 anni a causa dell'incendio di una stufa e fu sepolto nel cimitero di Pikeville vicino a sua moglie.

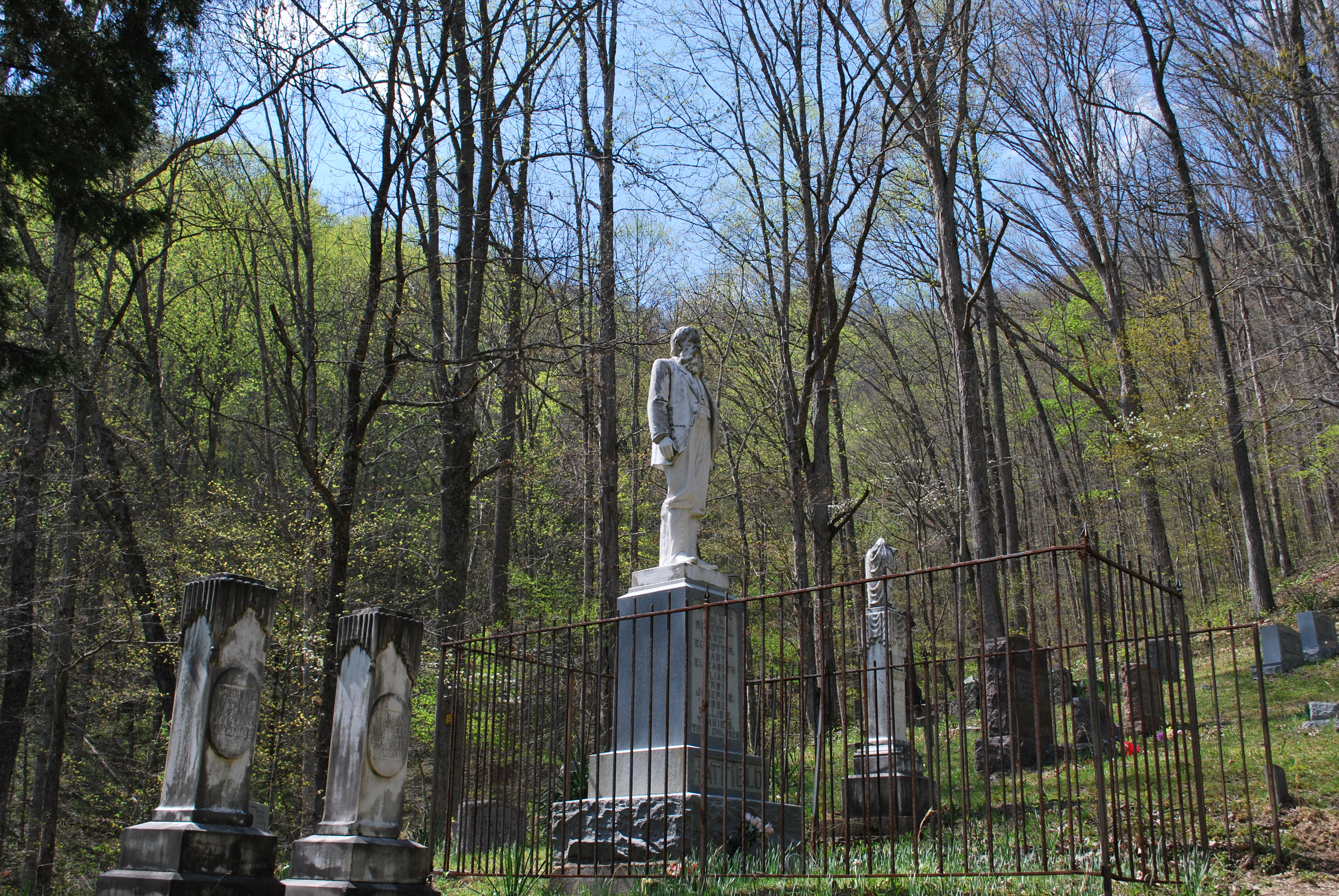
Cimitero della famiglia Hatfield

Devil Anse Hatfield morì sette anni dopo, di polmonite, nel West Virginia. Solo due figli morirono prima di lui.
L'ultimo a morire fu Cap Hatfield, il quale divenne un uomo di pace e nel 1891 scrisse sul Wayne County News le seguenti parole:
(William Anderson "Cap" Hatfield sul Wayne County News, 24 febbraio 1891)

## Filmografia

Hatfield & McCoy prodotto dalla Lionsgate Films

- La legge dell'ospitalità (1923), di Buster Keaton
- A Feud There Was (1938), di Tex Avery, prodotto dalla Warner Bros.
- I Testoni e i Cuticagna, episodio di Musica maestro - (1946), di Walt Disney
- La morte al di là del fiume (1949), diretto da Irving Reis
- Hillbilly Hare, parte delle Merrie Melodies (1950), prodotto dalla Warner Bros.
- La lunga faida (1975), con Jack Palance e Steve Forrest (attore)
- Faida di sangue - Pumpkinhead 4 (2007), di Michael Hurst (regista)
- Hatfield & McCoys: Bad Blood (2012), di Fred Olen Ray con Christian Slater, Jeff Fahey e Perry King
- Hatfields & McCoys (2012) di Kevin Reynolds, con Kevin Costner e Bill Paxton
- My Little Pony - L'amicizia è magica: 5×23 (2015), di Lauren Faust, prodotto da DHX Media Vancouver e Entertainment One
- Klaus - I segreti del Natale (2019), di Sergio Pablos, prodotto da Netflix